# Hammerdal
Hammerdal ist eine Ortschaft (tätort) in der schwedischen Provinz Jämtlands län und der historischen Provinz Jämtland in der Gemeinde Strömsund.
Der Ort war bis 1974 Zentralort einer eigenen Gemeinde, die Kirche stammt aus dem Jahr 1782. Durch Hammerdal führt die Europastraße 45. Früher bestand eine Bahnverbindung zur Inlandsbahn.
Schwedische Auswanderer aus Hammerdal gelten als die Gründer der Stadt Hammond (Louisiana).

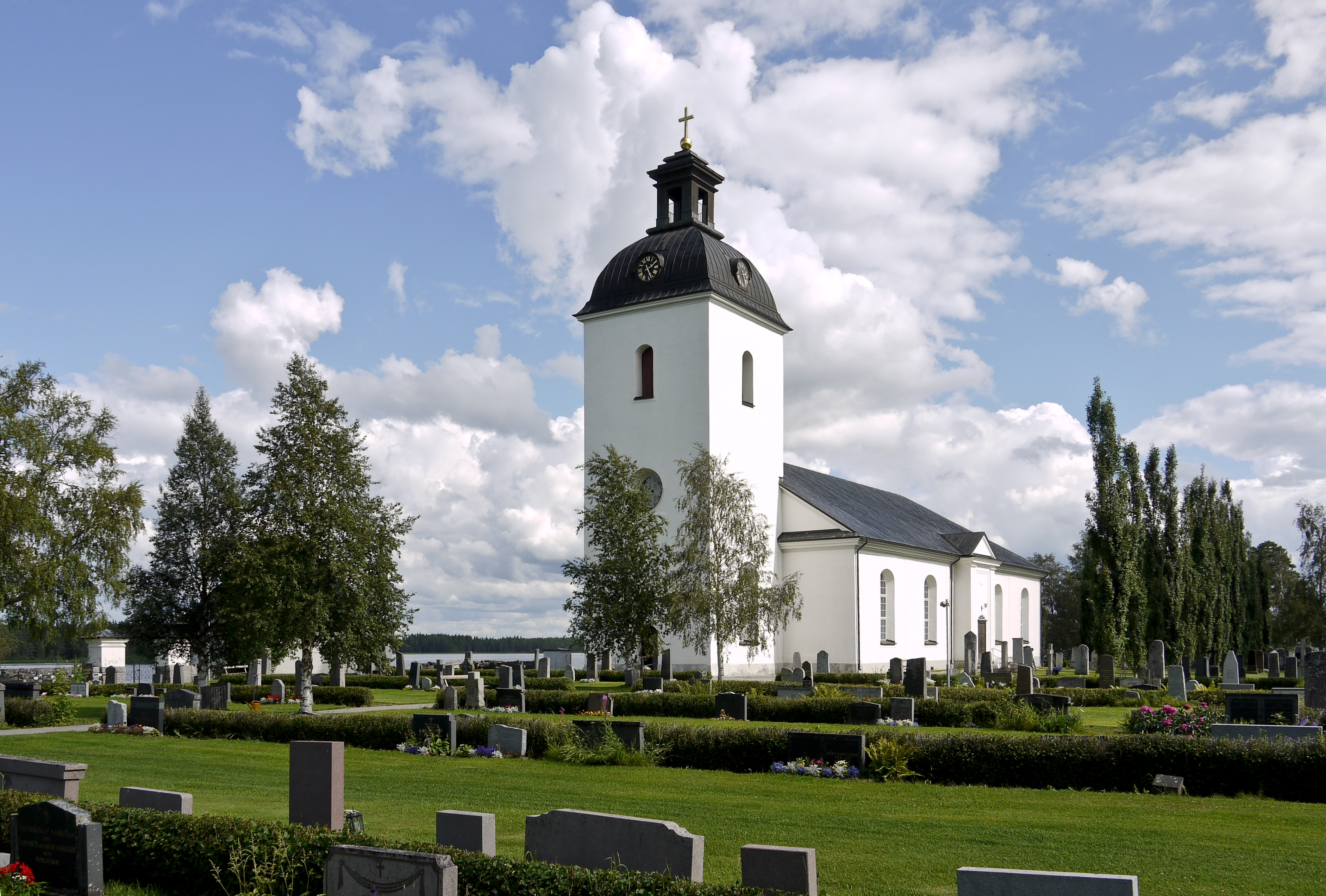
Kirche (2010)
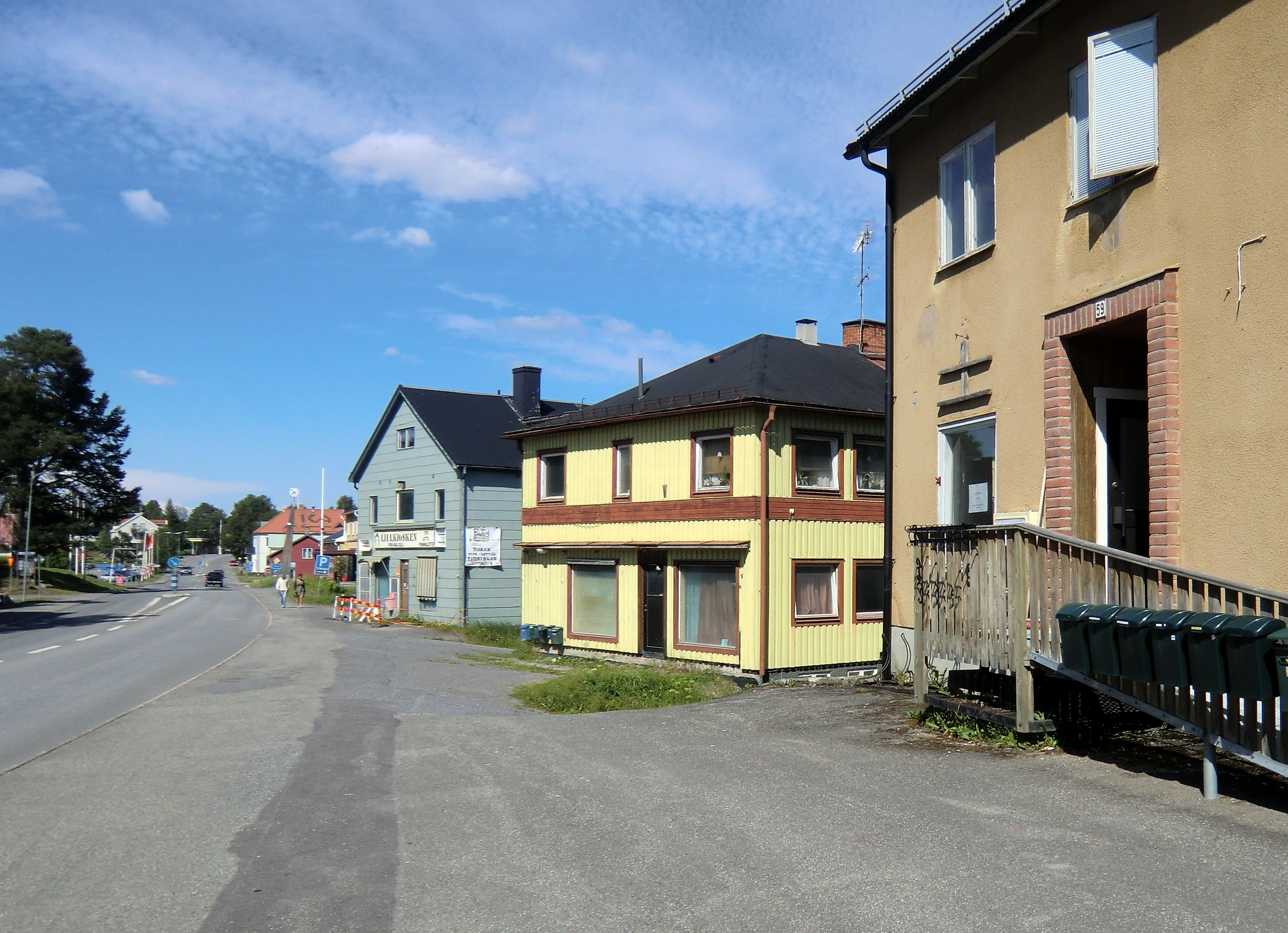
Hauptstraße
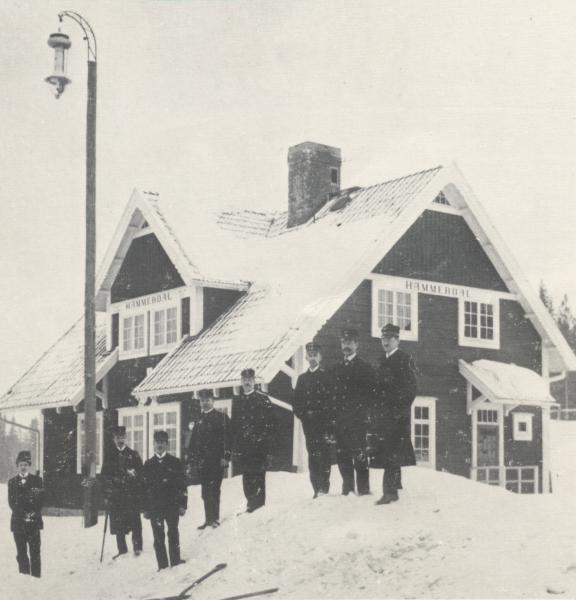
Bahnhof (um 1920)